# Bobby Kerr
Pour les articles homonymes, voir Kerr.
Robert "Bobby" Kerr (9 juin, 1882 – 12 mai, 1963) était un athlète Irlandais-Canadien. Il a gagné la médaille d'or dans le 200 mètres et la médaille de bronze dans le 100 mètres aux Jeux olympiques d'été de 1908.

## Palmarès

### Jeux olympiques
- Jeux olympiques de 1908 à Londres (Royaume-Uni) :
  -  Médaille d'or sur le 200 m.
  -  Médaille de bronze sur le 100 m.